# Andrena praecocella
Andrena praecocella är en biart som beskrevs av Cockerell 1917. Andrena praecocella ingår i släktet sandbin, och familjen grävbin. Inga underarter finns listade i Catalogue of Life.